# Локомотив-толкач
Локомотив-толкач (Подталкивающий локомотив) — локомотив в хвосте поезда, назначаемый в помощь ведущему локомотиву на отдельных перегонах или части перегона. Применяется в СМЕ для увеличения суммарной силы тяги локомотивов, а зачастую и удельной мощности поезда. Локомотивная бригада локомотива-толкача подчиняется непосредственно локомотивной бригаде ведущего локомотива.
Не следует путать подталкивающий локомотив со вторым (третьим) локомотивом, который может ставиться в голове поезда или в его середине при кратной тяге для достижения тех же целей и с соединёнными поездами. Также не следует путать его с локомотивом в составе челночного поезда типа «тяни—толкай», который в отличие от толкача эксплуатируется по принципу постоянного формирования с вагонами (на другом конце состава находится другой локомотив либо головной вагон) и при движении поезда в одном направлении тянет, а в другом — толкает состав.

## История
Первоначально вспомогательные локомотивы чаще всего располагались именно в задней части поезда. Локомотивы-толкачи наиболее широко использовались в эпоху паровозов, в первую очередь для вождения тяжёлых грузовых поездов в горной местности. Особенно часто они применялись на западе США, где длинным грузовым поездам приходилось преодолевать крутые горные уклоны. Одним из перевалов, где широко применялись толкачи и кратная тяга, была Солдатская Вершина (англ. Soldier Summit) в штате Юта, а близлежащий город Хелпер (англ. Helper — помощник) получил своё название в честь этих локомотивов.
Также, на заре железнодорожного транспорта, когда ещё не было автотормозов, на ряде крутых уклонов в хвост поездов прицепляли локомотивы-толкачи для предупреждения разрыва поезда. В случае если же такое происходило, толкач за счёт собственных тормозов должен был остановить оторвавшуюся сплотку вагонов. С появлением автоматических тормозов и более прочных на разрыв автосцепок вместо цепей с винтовой стяжкой, такая практика, весьма распространённая в США, ушла в небытие. Однако в Европе, где винтовая стяжка применяется и по сей день, толкачи могут использоваться для предотвращения разрыва поезда.
Одной из наиболее существенных проблем на линиях, где применялись толкачи, была угроза выдавливания и деформации лёгких вагонов толкающим усилием более тяжёлого локомотива. В США на линиях, где применялись толкачи, в хвосте поезда прицеплялись специальные тяжеловесные кабузы (тормозные вагоны). Обычные кабузы были максимально лёгкими и могли быть раздавлены усилием локомотива-толкача, которое могло достигать 90 тонн. Тяжёлые кабузы позволили локомотивным бригадам снизить риск выдавливания вагонов в обычных условиях эксплуатации, однако не позволяли полностью избежать угрозы выдавливания при внештатных ситуациях, таких как резкое торможение при отсутствии соединения тормозной магистрали толкача и остального поезда, или при несогласованных действиях машинистов. 
До середины XX века широко распространённой практикой в Северной Америке было применение локомотивов-толкачей без сцепления с поездом и соединения тормозной магистрали, при этом толкач нередко нагонял поезд на ходу, пока тот двигался медленно, и плавно подъезжал к последнему вагону поезда, упираясь, но не сцепляясь с ним. В США, где применялись автосцепки Джаннея, для предотвращения зацепления зачастую снимали поворотный кулачок у передней автосцепки толкача. Рукав пневматической тормозной магистрали также не соединялся. Сам локомотив-толкач при этом мог легко отсоединиться, как только поезд преодолевал крутой уклон и больше не нуждался в подталкивании, после чего замедлялся и останавливался, и затем как правило задним ходом возвращался на станцию или разъезд в нижней части уклона для подталкивания другого поезда.
Однако в этом случае при избыточной мощности толкача из-за несогласованных действий локомотивных бригад либо при резком торможении головного локомотива, возрастала опасность сжатия поезда толкачом, что может привести к выжиманию вагонов из состава и их деформации, а зачастую и к крушению. Наиболее яркий пример — Версальская железнодорожная катастрофа. В связи с этим после ряда аварий использование толкачей без сцепления с составом и соединения тормозных магистралей в США и Канаде было запрещено новыми правилами технической эксплуатации железных дорог (ПТЭ). Со временем после очередного инцидента в 1969 году такая практика была прекращена и в Великобритании . В других странах, в частности в Швейцарии или в России, использование толкачей без сцепления соединения тормозных магистралей по прежнему допускается местными ПТЭ.
Исторически паровозы имели только механические органы управления, ввиду чего в поездах с толкачами каждым локомотивом в составе поезда должна была управлять полная локомотивная бригада, поскольку дистанционно управлять паровозом не представлялось возможным. Требовалась тщательная координация действий между машинистами, чтобы гарантировать, что все локомотивы работают согласованно. На разных железных дорогах были разработаны свои системы звуковых сигналов из длинных и коротких свистков, подаваемых машинистом ведущего локомотива, чтобы сообщить машинисту толкача, когда следует увеличить тягу, идти накатом или тормозить. Машинист толкача при этом был обязан прислушиваться к сигналам с головного локомотива, и неправильное понимание или игнорирование сигналов бригадой локомотива-толкача ввиду плохой слышимости могло привести к аварии.
С появлением электровозной и тепловозной тяги мощность локомотивов в целом возросла, что в совокупности с появлением электрического торможения и повсеместного внедрения пневматических автотормозов снизило потребность в использовании локомотивов-толкачей, за исключением наиболее крутых уклонов. Кроме того, при сцеплении нескольких локомотивов в голове поезда и использовании многосекционных тепловозов или электровозов появилась возможность непосредственного управления поездом одним машинистом по системе многих единиц с помощью электрических кабелей, ввиду чего также отпадала необходимость в дополнительных локомотивных бригадах. Однако со временем увеличение весовых норм грузовых поездов привело к тому, что мощности локомотивов на отдельных наиболее крутых участках было недостаточно, а использование локомотивов только в голове поезда было избыточным на протяжении всего маршрута, а возможность их отсоединения после преодоления сложного участка была затруднена. Поэтому электровозы и тепловозы вновь стали снова применяться в роли толкачей на магистральных железнодорожных линиях с длинными поездами, а для согласования действий бригады толкача стала активно использоваться радиосвязь, что существенно упростило координацию действий машинистов, и подача звуковых сигналов стала применяться только в экстренных случаях при её неисправности.
Современные грузовые локомотивы как правило оснащаются системой дистанционного управления по радиосвязи, что позволяет машинисту ведущего локомотива в голове поезда одновременно управлять несколькими локомотивами, как в голове, так и в середине и/или хвосте поезда с помощью кодированных радиосигналов. В этом случае машинист локомотива-толкача только контролирует его работу, пока он следует с поездом. Как альтернатива радиоуправлению также может применяться управление по системе многих единиц с помощью электрических кабелей, проложенных по всей длине поезда при их наличии у вагонов в составе поезда (особенно в случае пассажирских поездов, вагоны которых нередко имеют кабели для дистанционного управления локомотивами). Если же радиоуправление невозможно, для управления толкачом применяется обычная голосовая радиосвязь с машинистом ведущего локомотива, с которым машинист толкача согласовывает действия.

## Применение
Собственно можно выделить следующие случаи применения локомотива-толкача:
- Вспомогательный локомотив, то есть для помощи остановившемуся на перегоне поезду, который по ряду причин не может начать движение самостоятельно: поломка основного локомотива, либо его недостаточная сила тяги на крутом подъёме (бывает вызвано нарушением режима ведения поезда).

- Для подталкивания поезда, то есть когда применение локомотива-толкача уже заложено в график движения поездов, локомотив при этом чаще называют подталкивающим. Такой метод применяется в тех случаях, когда на участке имеется крутой уклон, который сильно ограничивает вес поезда, по сравнению с другими участками, то есть когда из-за одного подъёма ограничен вес поездов на всём направлении. В этом случае возможно применение подталкивания поезда либо только на собственно подъёме (до определённого места), либо на всём перегоне с подъёмом, причём в этом случае подталкивающий локомотив возвращается резервным пробегом. Иногда подталкивающий локомотив может использоваться не только на подъёме, но и на крутом спуске для создания дополнительного тормозного усилия за счёт электрического торможения. Также локомотив-толкач и ведущий локомотив могут меняться ролями в случае смены направления движения поезда при необходимости съезда на другую линию в обратном направлении, что позволяет избежать перецепления ведущего локомотива: локомотивным бригадам достаточно перейти в противоположные кабины своих локомотивов, при этом локомотивная бригада толкача становится ведущей. При подталкивании поезда, толкач может включаться в общую тормозную систему поезда, а может и нет. Последнее позволяет производить подталкивание без сцепления, то есть локомотив-толкач может в определённом месте сразу отделиться от поезда. Однако при этом в случае резкого торможения поезда при сохранении усилия от толкача или несогласованных действий локомотивных бригад может произойти выжимание вагонов из состава, а зачастую и к сходу с рельсов и крушению части или всего поезда. По этой причине в ряде стран, например в США и Канаде, такое использование толкачей запрещено.

- Грузовой поезд под тягой двух тепловозов 3ТЭ10М (тянущий в голове и толкач в конце состава) на подъёме Бессарабка — Абаклия, Молдавия
- Грузовой поезд под тягой четырёх электровозов 2ЭС5К (два тянущих в начале и два толкающих в конце состава) в гористой местности на линии Угольная — Находка, Приморский край, Россия
- Грузовой поезд, ведомый электровозом ДЭ1 и подталкиваемый электровозом ВЛ8 на перегоне Горяиново — Диёвка, Днепр, Украина
- Грузовые поезда под тягой электровозов WAG9 и WAG5 с подталкивающими тепловозами WDM2A и WDM2 на железных дорогах Индии